# リーガ・デ・フトボル・プロフェシオナル
リーガ・ナシオナル・デ・フトボル・プロフェシオナル（スペイン語: Liga Nacional de Fútbol Profesional, LFP）、通称「ラ・リーガ」（LaLiga）は、スペインのプロサッカーリーグを運営・統括する組織。日本では「スペインプロリーグ機構」もしくは「スペインプロリーグ協会」とも訳される。王立スペインサッカー連盟 (RFEF) 傘下の組織であるが、独立した法人格を持つ。1984年に設立された。マドリードに本部を置く。
1部リーグのプリメーラ・ディビシオン（ラ・リーガ・サンタンデール、20クラブ）と2部リーグのセグンダ・ディビシオン（ラ・リーガ・スマートバンク、22クラブ）の2つのカテゴリを運営する。3部リーグのセグンダ・ディビシオンB以下のカテゴリはRFEFが直接運営している。

## 概要
1983年7月14日、スペインサッカー連盟の臨時総会においてプロリーグの創設が承認され、1984年7月26日に根拠法令の整備により正式に発足した。2ディビジョンの計42クラブが会員である。
1992年、スペインにおけるスポーツ法でLFP管轄クラブのソシエダ・アノニマ・デポルティーバ（S.A.D.、スポーツ株式会社）化が義務付けられ、歴史的な理由からソシオ制維持を認められたレアル・マドリード、FCバルセロナ、アスレティック・ビルバオ、CAオサスナの4クラブを除くすべてのクラブが株式会社化された。この法律により、セグンダ・ディビシオンBからセグンダ・ディビシオンに昇格するクラブは株式会社に移行する必要がある。
2013年、ヨーロッパのプロサッカーリーグでは初めてサラリーキャップが導入された。
組織名の略称である「LFP」はフランスのプロリーグ統括組織であるリーグ・ド・フットボール・プロフェッショネルと同一略称であることから、ブランディングの再構築に着手し、2016年に「ラ・リーガ」（LaLiga）の公称を用いるようになった。
リーグ運営に当たってリーグ名称の命名権契約を締結している。2008年から2015-16年シーズンまではビルバオ・ビスカヤ・アルヘンタリア銀行 (BBVA) と命名権契約を結び、1部を「リーガBBVA」(Liga BBVA)、2部を「リーガ・アデランテ」(Liga Adelante) と称していた。2016年から2023年まではサンタンデール銀行と命名権契約を結んでおり、1部を「ラ・リーガ・サンタンデール」、2部を「ラ・リーガ 1｜2｜3」（2019年からは「ラ・リーガ・スマートバンク」）と称していた。2023年には、エレクトロニック・アーツ (EA Sports) と冠スポンサーを含む5年間の提携契約を結び、1部を「ラリーガ EA SPORTS」、2部を「ラリーガ HYPERMOTION」と称することとなった。

## 大会方式
各クラブは同一ディビジョンの全クラブとホーム・アンド・アウェーの総当たり方式で対戦する。プリメーラ・ディビシオンのクラブは1シーズンに38試合を行ない、セグンダ・ディビシオンのクラブは1シーズンに42試合を行なう。
勝利には勝ち点3、引分には勝ち点1、敗北には勝ち点0が与えられる。シーズン最終節を終えた時点でもっとも勝ち点が多いクラブが優勝となる。もし複数のクラブの勝ち点が並んだ場合には、①対象クラブ間の対戦成績、②得失点差、③得点数の順に判断して順位の上下を決定する。セグンダ・ディビシオンの上位2クラブは自動的にプリメーラ・ディビシオン昇格となるが、3位から6位のクラブは昇格プレーオフを戦い、昇格プレーオフで優勝した1クラブがプリメーラ・ディビシオンに昇格する。プリメーラ・ディビシオンの下位3クラブが自動的にセグンダ・ディビシオン降格となる。セグンダ・ディビシオンの下位4クラブが自動的にセグンダ・ディビシオンB（3部相当）降格となり、セグンダ・ディビシオンBから4クラブがセグンダ・ディビシオンに昇格する。

## 歴代会長
会長を含めた経営陣が組織運営に責任を持つ。2021年4月現在の会長は2013年4月26日に選出されたハビエル・テバス・メドラノである。
| 名前                             | クラブ                 | 在任期間              |
| -------------------------------- | ---------------------- | --------------------- |
| マヌエル・ベガ＝アランゴ         | スポルティング・ヒホン | 1983年-1984年         |
| アントニオ・バロ・アルメンゴル   | RCDエスパニョール      | 1984年-2001年         |
| ペドロ・トマス・マルケス         | RCDエスパニョール      | 2001年-2004年         |
| ホセ・ルイス・アスティアサラン   | レアル・ソシエダ       | 2004年-2005年（暫定） |
| ギジェルモ・カベージョ・バレーロ | タラサFC               | 2005年（暫定）        |
| カルロス・デル・カンポ・コーラ   | なし                   | 2005年（暫定）        |
| ホセ・ルイス・アスティアサラン   | レアル・ソシエダ       | 2005年-2013年         |
| ハビエル・テバス・メドラノ       | なし                   | 2013年-現在           |

## サラリーキャップ制度
クラブ経営の健全化及び、リーグ全体の競争の活性化を目的として、2013年よりサラリーキャップが導入された。
ラ・リーガの1部及び2部に所属するクラブを対象とし、クラブ全体の収入から選手や監督及びコーチ陣の年俸、移籍金の減価償却費、報奨金、代理人への手数料、下部組織などに使用できる額の限度を定めている。使用限度額は毎年発表され、その年ごとに使用限度額が変動するという特徴を持つ。
総年俸額の上限を超過した場合は借金などで補填することを認めておらず、ペナルティとして超過分をクリアしない限り新戦力を登録することが出来ない、移籍や減給などで手に入った金額のうち25％分しか新契約に充てることが出来ない、等の規定がある。

## 放映権売却交渉問題
1997年、リーグ戦1節につき1試合を無料でテレビ放送しなければならないという法律が制定された。LFPは放映権売却交渉を有利に進めるために、2012-13シーズン開幕時点での法律廃止を求め、2011年4月にストライキ実行の可能性を示唆した。スペインサッカー連盟(RFEF)もLFPに同調したが、プリメーラ・ディビシオンの6クラブ（RCDエスパニョール、ビジャレアルCF、レアル・サラゴサ、アスレティック・ビルバオ、レアル・ソシエダ、セビージャFC）がストライキの中止を訴え、裁判所が試合開催命令を出したことでストライキは回避された。